# Ivaszaki Takizó
Ivaszaki Takizó (japánul: 岩崎瀧三, 1895. szeptember 12. – 1965) japán üzletember, aki az 1930-as években a műanyag ételmásolatok (sokuhin szanpuru) divatját megteremtette Japánban.
2016. szeptember 12-én a Google doodle is megemlékezett születésének 121. évfordulójáról. A Google doodle 9 ország Google keresőjének főoldalán volt látható, köztük a magyar Google kereső főoldalán.